# Sulęcin
Sulęcin (niem. Zielenzig) – miasto powiatowe w województwie lubuskim, w powiecie sulęcińskim, siedziba gminy miejsko-wiejskiej Sulęcin.
Według danych GUS z 31 grudnia 2021 r. miasto miało 9864 mieszkańców.

## Nazwa
Nazwa pochodzi od nazwy rodowej Sulęta (por. imiona Sulimir, Sulisław). Wzmiankowane od XIII wieku (1244 jako Zulenche, 1286 Sulenzec, 1289 Sulenzhit, 1347 Zcullentzk, 1575 Zyllenzig).
Nazwę Suliencz wymienia również w Rocznikach Królestwa Polskiego spisanych w latach 1455–1480 polski kronikarz Jan Długosz. O miejscowości jako o zamku Suliniec wspomina również polski historyk Marcin Kromer. W 1945 używano urzędowo formy Cielęcin – taka nazwa widniał również na polskich mapach z okresu międzywojennego. Nazwa w obecnej formie została administracyjnie zatwierdzona 19 maja 1946.

## Położenie
Według danych z 1 stycznia 2011 r. powierzchnia miasta wynosiła 8,56 km².
Miasto położone jest w województwie lubuskim, w dolinie rzeki Warty nad jej dopływem Postomią. Otaczający je krajobraz jest charakterystyczny dla Pojezierza Lubuskiego z pobliską Górą Bukowiec (227 m n.p.m.). Najbliższym dużym miastem, położonym w odległości ok. 45 kilometrów, jest Gorzów Wielkopolski. Przez miasto przebiega linia kolejowa Rzepin-Międzyrzecz i jest ono oddalone o 16 kilometrów od autostrady A2 Berlin-Poznań.
Sulęcin leży w historycznej ziemi lubuskiej, w regionie określanym jako ziemia torzymska.
Miasto położone jest na wysokości 70–120 metrów nad poziomem morza.
W latach 1975–1998 miasto administracyjnie należało do woj. gorzowskiego.

## Historia

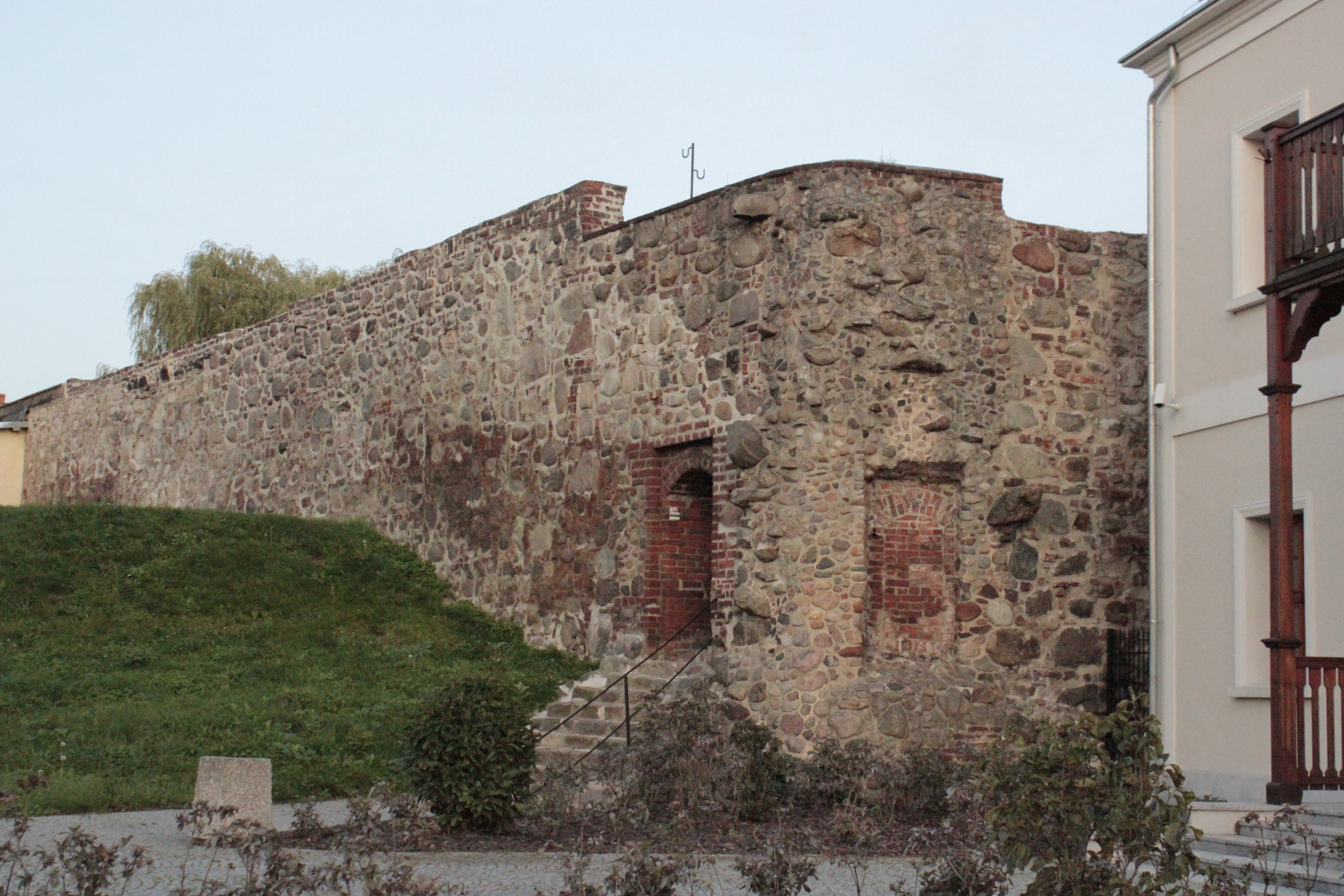
Mury obronne z XIV w.

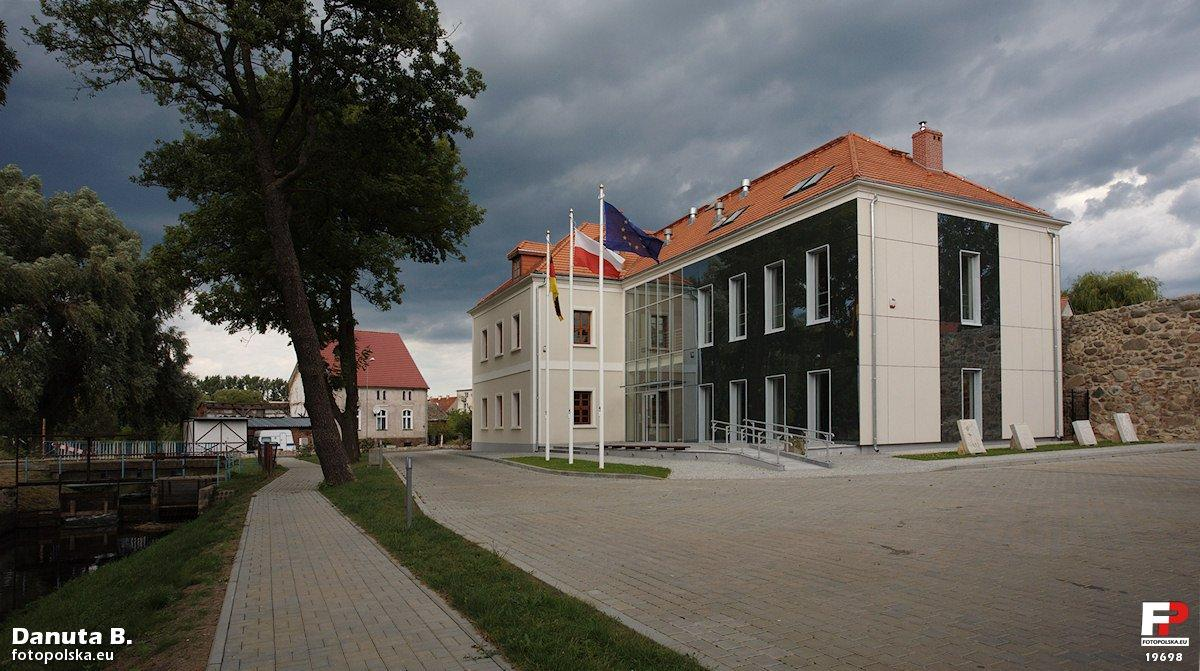
Dom Joannitów (XVIII, XIX w.)

Miasto rozwinęło się ze słowiańskiej osady targowej na skrzyżowaniu szlaków Frankfurt nad Odrą – Poznań, Krosno Odrzańskie – Gorzów Wielkopolski. Do XII wieku znajdowało się we władaniu piastowskich książąt Śląska. Henryk Brodaty przekazał miasto wraz z 10 wsiami Mroczkowi z Pogorzeli, który z kolei oddał je w 1244 roku templariuszom. W 1258 roku przeszło pod panowanie brandenburskie. W 1269 roku Otto, margrabia brandenburski wzniósł w Sulęcinie zamek. Władztwo polskie nastało tu ponownie po wybuchu wojny o przynależność ziemi lubuskiej w 1319. Sięgnęły tu na kilka lat granice księstwa głogowskiego. W 1322 piastowski książę Henryk IV Wierny w pobliskich Lubniewicach zatwierdził prawa joannitów do miasta i zamku z okolicami. Władali oni miastem i okolicą aż do 1810 roku – do sekularyzacji. Brandenburgia odzyskała miasto w 1326. Od 1373 do 1415 miasto znajdowało się pod panowaniem Luksemburgów.
Od 1415, aż do końca I wojny światowej nad miastem panowali Hohenzollernowie.
W 1574 roku w Sulęcinie doszło do spotkania udającego się do Warszawy orszaku Henryka Walezego z powitalną delegacją polskiej szlachty. W 1657 roku przez miasto przeszła ekspedycja odwetowa Stefana Czarnieckiego przeciwko Brandenburgii. W czasie wojen napoleońskich w 1806 roku miasto znalazło się pod okupacją Francuzów.

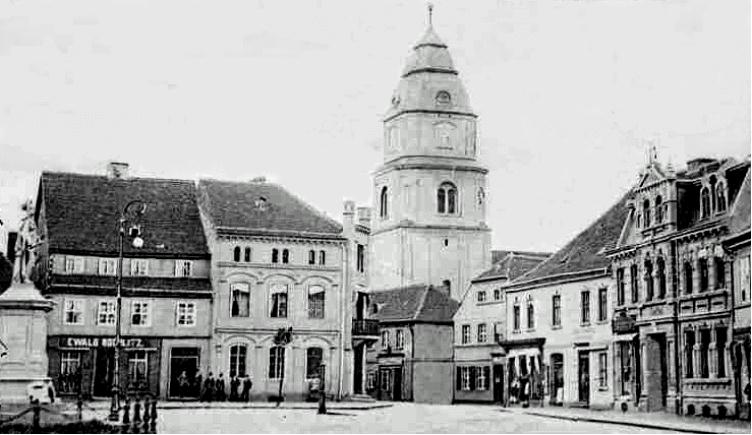
Sulęcin, 1905 r.

Znaczącą osobą w rozwoju miasta między 1918–1939 rokiem był Karl Kaiser, właściciel fabryki Elektromotoren Werke-Kaiser (obecnie funkcjonuje jedynie w Berlinie), w okresie międzywojennym usytuowana przy wyjeździe w stronę Torzymia (później teren Ursusa). Dzięki niemu zostały stworzone nowe miejsca pracy, Karl Kaiser znacząco wpłynął na rozwój Sulęcina, budując wiele obiektów użyteczności publicznej (m.in. obiekty usytuowane na Winnej Górze – obecnie SOK oraz okolica, niektóre budynki urzędów). Fundator i główny sponsor okolic Sulęcina zginął pod koniec II wojny światowej. Faktem jest również, że częstym gościem w miejscowej fabryce oraz znajdującego się w okolicy MRU był Adolf Hitler (wizytacje w latach 1936–1940).

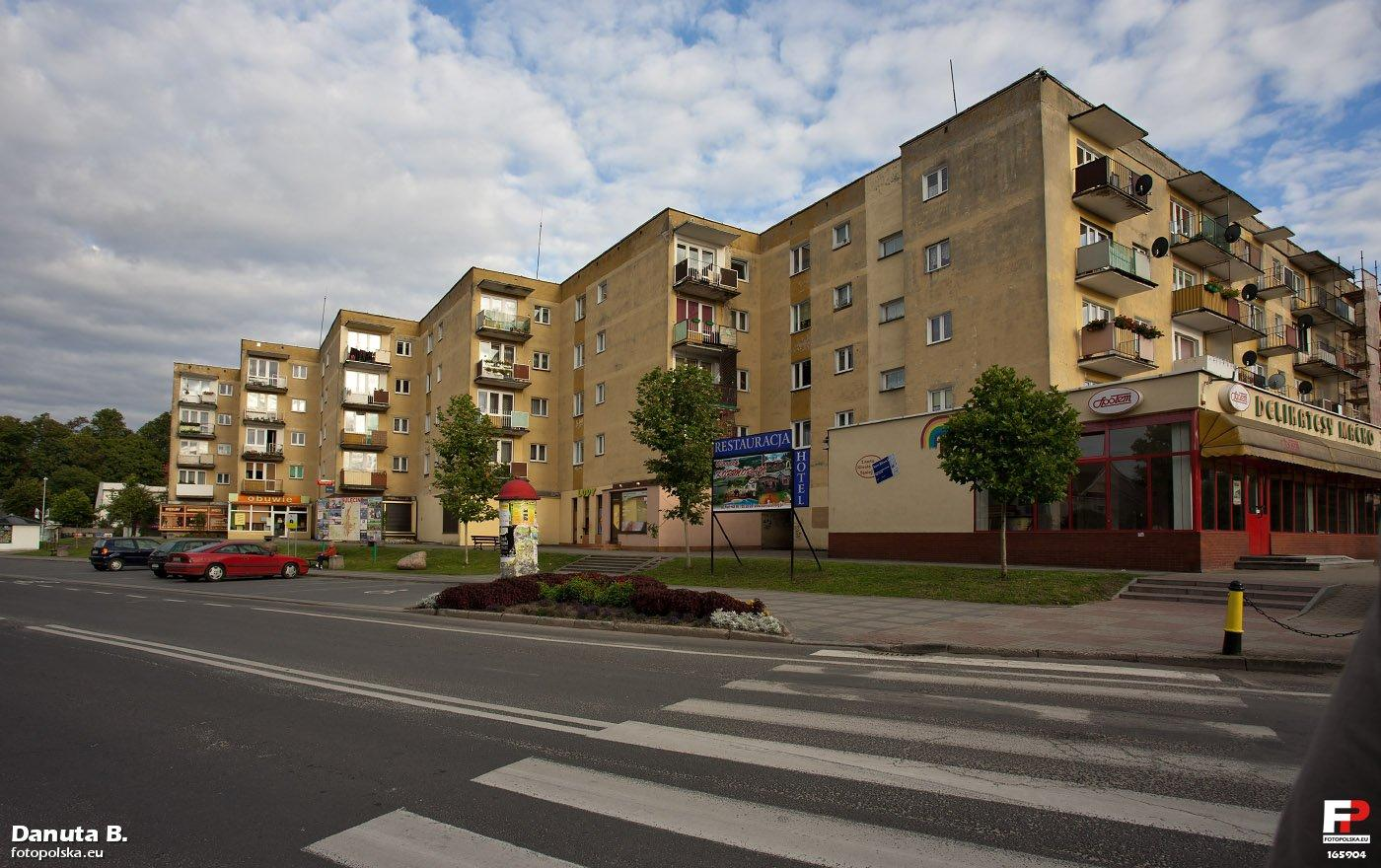
Bloki w centrum Sulęcina w miejscu zniszczonych w 1945 r. kamienic

2 lutego 1945 Sulęcin został zdobyty po ciężkich walkach przez wojska 1 Frontu Białoruskiego Armii Radzieckiej. Miasto w wyniku działań wojskowych nie zostało zniszczone, jednak podczas stacjonowania wojsk radzieckich destrukcji uległo 50% zabudowy przez celowe podpalania.
Po wojnie wschodnia część ziemi lubuskiej wraz z Sulęcinem została przyłączona do Polski. Dotychczasową ludność miasta wysiedlono do Niemiec.
W wyniki reformy administracyjnej w 1999 roku Sulęcin znalazł się w województwie lubuskim.

## Demografia

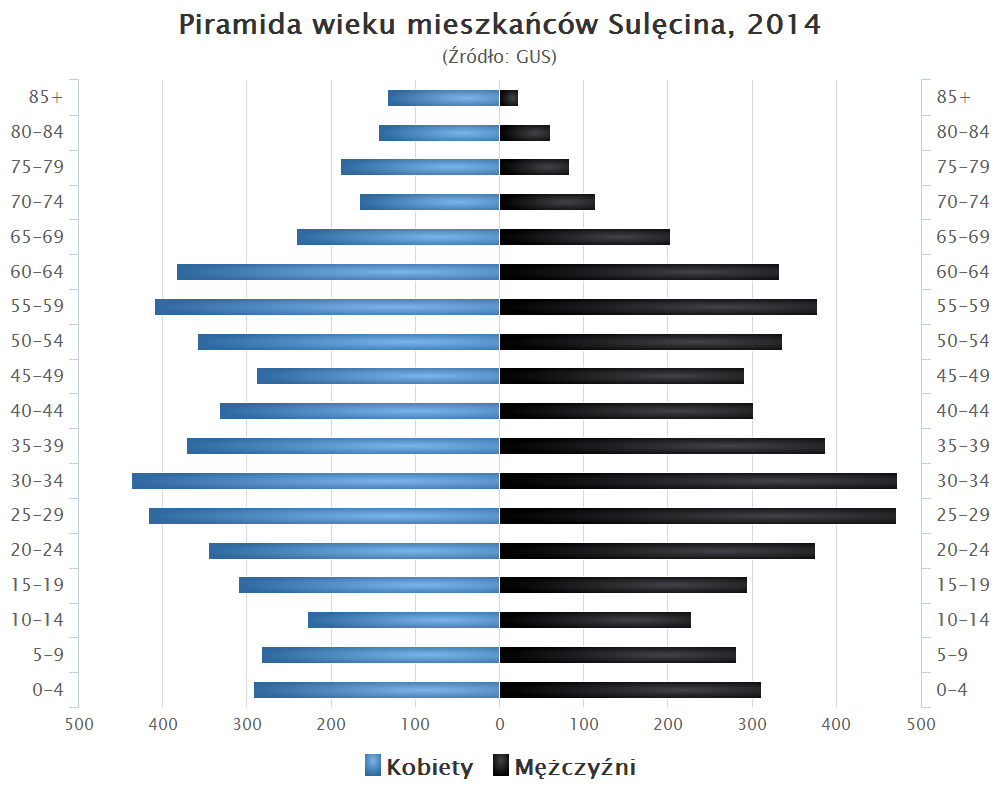
Piramida wieku mieszkańców Sulęcina w 2014 roku

## Zabytki

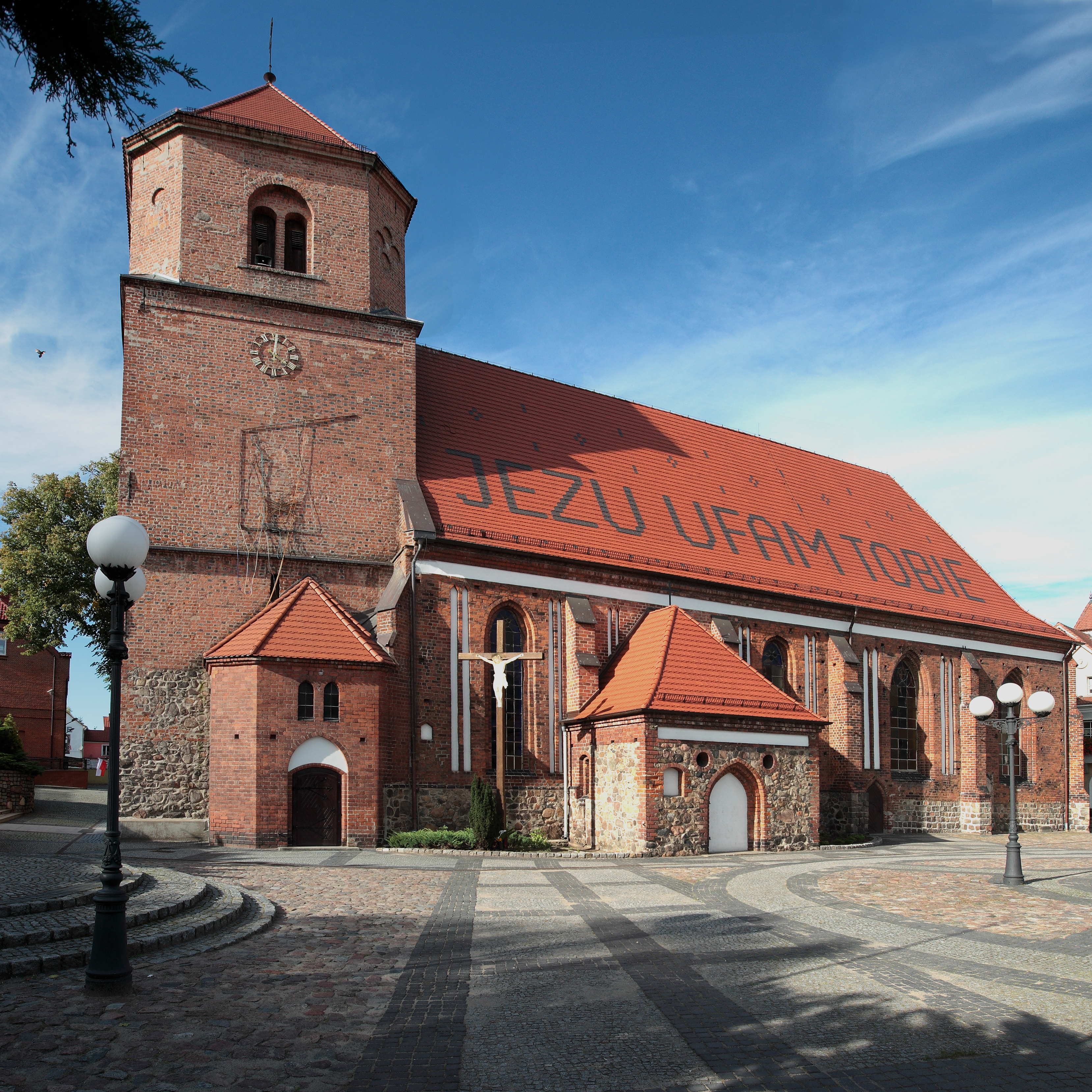
Kościół pw. św. Mikołaja (XIII, 2 poł. XIV, 1951 r.)

Do wojewódzkiego rejestru zabytków wpisane są:
- teren miasta
- kościół filialny pod wezwaniem św. Mikołaja, gotycki z XIII wieku, z połowy XIV wieku, 1951 roku
- mury obronne, średniowieczne fragmenty z XIV wieku
- domy, pl. Czarnieckiego nr 12, 15, z połowy XIX wieku; nr 13 z 1771 roku
- dom Joannitów, ul. Młynarska 1, z XVIII wieku/XIX wieku

inne zabytki:
- cmentarz żydowski
- kościół parafialny pw. św. Henryka, neogotycki z XIX wieku.

## Transport

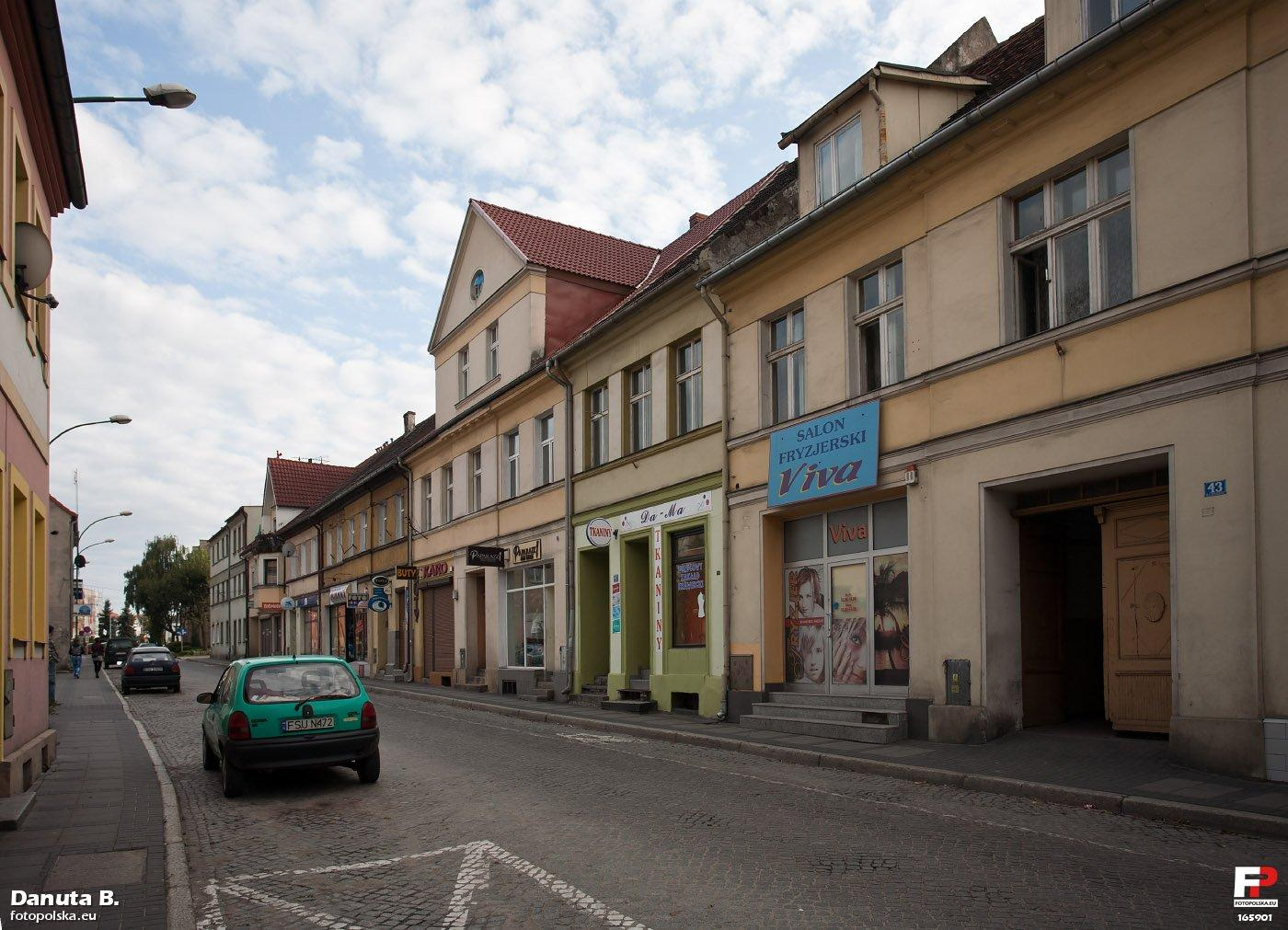
Ul. Kościuszki, widok w kierunku południowym

Przez miasto przebiegają drogi wojewódzkie:
- DW137 – Słubice–Ośno Lubuskie–Sulęcin–Międzyrzecz–Trzciel,
- DW138 – Gubin–Torzym–Sulęcin–Trzebów–DK22.

Istnieją bezpośrednie połączenia autobusowe do Poznania, Szczecina, Gorzowa Wielkopolskiego, Zielonej Góry oraz kolejowe do Rzepina i Międzyrzecza.
W 2013 przy ul. Witosa oddano do użytku sanitarne lądowisko.

## Szkoły

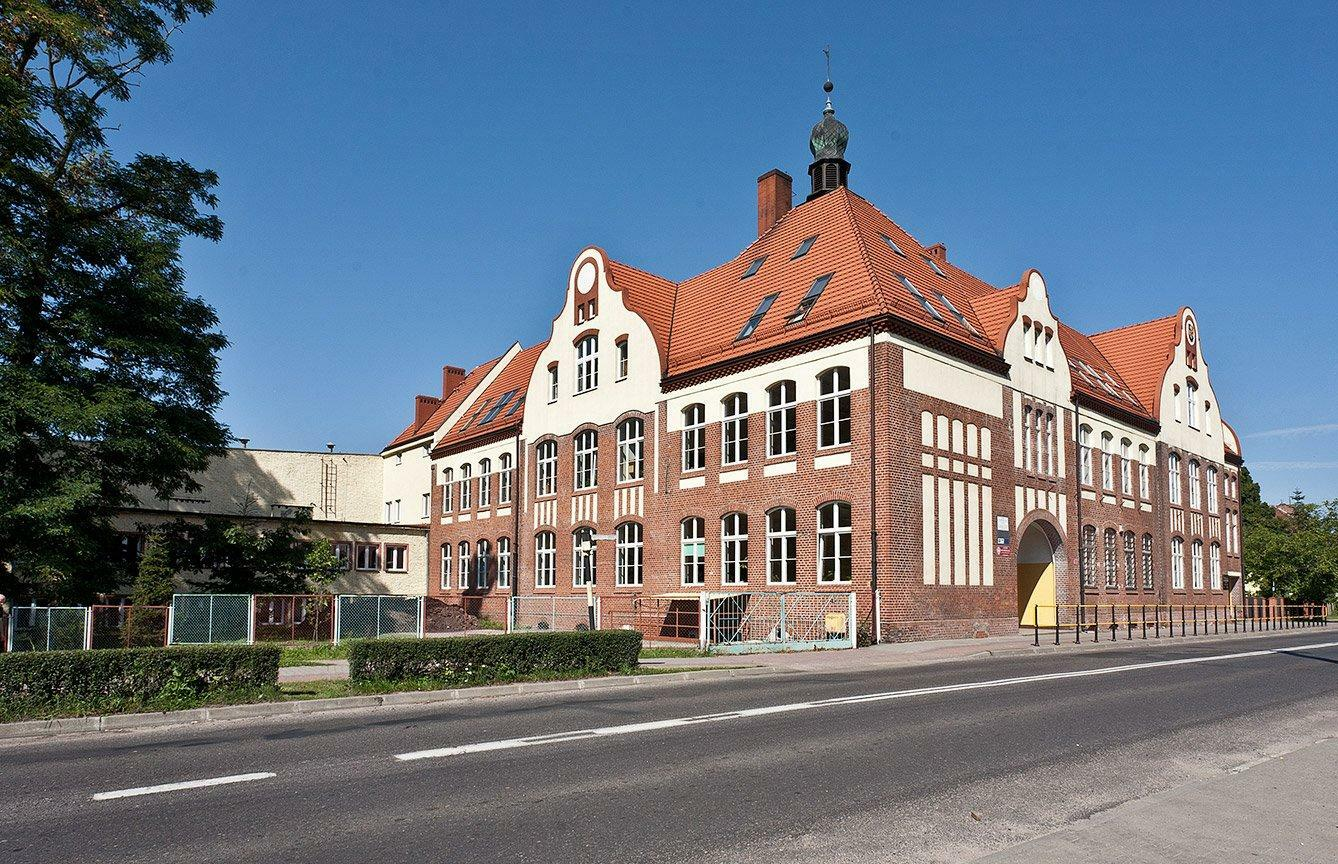
Liceum Ogólnokształcące im. Adama Mickiewicza

- Szkoła Podstawowa nr 1 im. Jana Pawła II
- Szkoła Podstawowa nr 2 im. Polskich Olimpijczyków
- Zespół Szkół Licealnych i Zawodowych
- Liceum Ogólnokształcące nr 1 im. Adama Mickiewicza
- Przedszkole nr 1 im. Małego Przyrodnika
- Przedszkole nr 2 im. Małych Odkrywców

## Sport
- Sulęcińskie Towarzystwo Siatkarskie „Olimpia” Sulęcin gra w I lidze siatkówki mężczyzn
- Miejski Klub Sportowy „Stal” Sulęcin – klub piłkarski założony w 1954 roku i występujący w sezonie 2023/2024 w lubuskiej grupie IV ligi[14]. Mecze domowe rozgrywane są na Stadionie Miejskim im. Stanisława Ożoga przy ul. Moniuszki 2 o pojemności 1000 widzów. Istnieje też sekcja badmintona.
- Stadion Miejski im. Stanisława Ożoga w Sulęcinie

## Wspólnoty wyznaniowe
- Kościół rzymskokatolicki:
  - Parafia św. Henryka w Sulęcinie
- Świadkowie Jehowy:
  - zbór, Sala Królestwa[15]

## Współpraca międzynarodowa
Miasta i gminy partnerskie
- Beeskow
- Kamen
- Friedland
- Nowy Tomyśl